# Liam Adcock
Liam Adcock, född den 21 juni 1996 i Paddington, är en australisk längdhoppare.

## Karriär
Adcock tog brons i längdhopp vid inomhusvärldsmästerskapen i friidrott 2025.